# Légat d'Auguste propréteur
Le légat d'Auguste propréteur (en latin, legatus Augusti propraetore) est un gouverneur de province impériale dans l’Empire romain.

## Définition

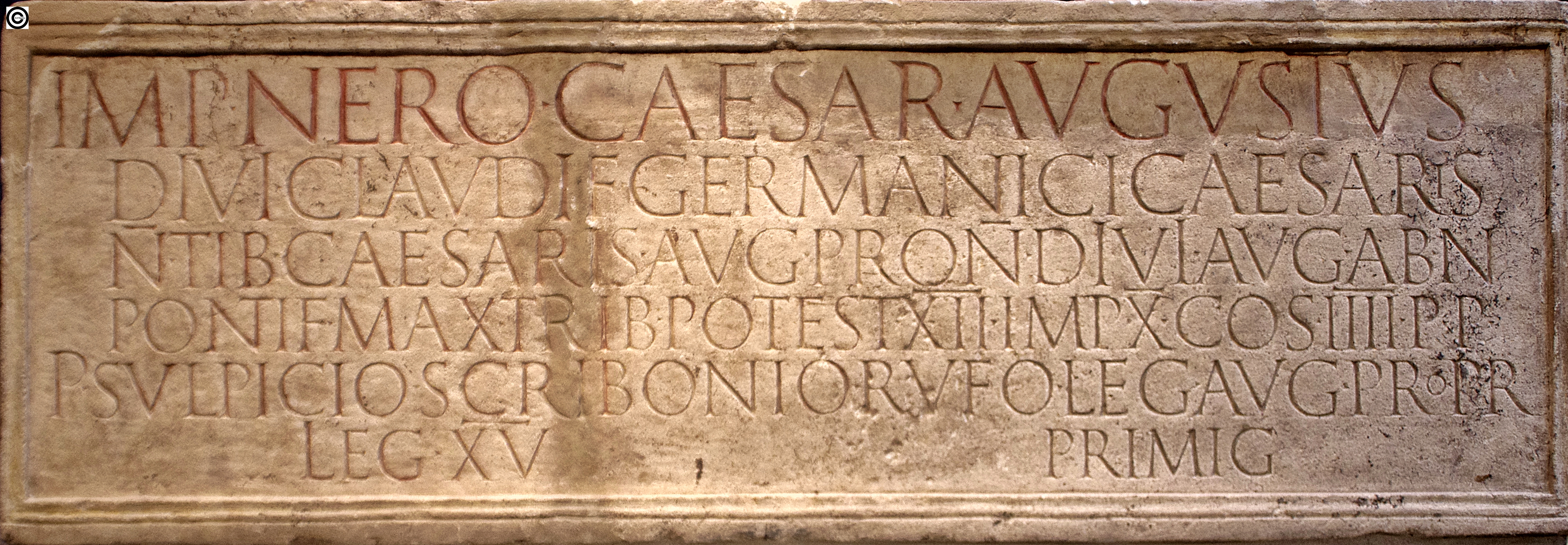
Inscription trouvée à Cologne, RFA, datant de Néron, adressée à P. Sulpicius Scribonius Rufus, légat d'Auguste propréteur de la XVe légion Primigenia

Cette importante fonction est confiée par l’empereur (d’où le titre légat d’Auguste) à un sénateur de rang prétorien (ancien préteur) ou consulaire (ancien consul). Pour un ancien préteur, c’est la fonction la plus élevée dans le cursus prétorien préliminaire à l’accession au consulat. Ayant la qualité de propréteur, le légat d’Auguste est détenteur de l’imperium, ce qui lui donne l’honneur d’être accompagné de cinq licteurs, un de moins que les six du proconsul, dignité de rang supérieur.
La fonction est conférée pour une durée indéterminée au gré de l'empereur, en général pas plus de 3 ans, mais certains empereurs maintenaient en place plus longtemps un légat qui donnait satisfaction. Ces sénateurs gouvernaient des provinces où se trouvaient des armées et dépendaient directement de l'empereur. « Si le territoire abritait plusieurs légions, ce général était un ancien consul, un consulaire ; pour une seule légion un ex-préteur suffisait ». Dans ce cas, cet ancien préteur cumulait gouvernement et commandement militaire. Il y a des exceptions, la Dalmatie, sans légion, et la Tarraconaise dotée d'une seule légion, sont néanmoins gérées par d’anciens consuls. Les provinces stratégiques à deux ou trois légions sont confiées à un légat d’Auguste ancien consul, donc plus ancien dans la carrière et par conséquent plus expérimenté. Ses légions sont alors commandées par des légats de légion désignés par l'empereur. Il arrivait donc qu'un légat consulaire commande plusieurs légats prétoriens.